# Droits de l'homme en Afrique du Sud
Les droits de l'homme en Afrique du Sud sont protégés par le Chapter 2 (en) de la constitution sud-africaine de 1996.
La Commission des droits de l'homme est mandatée par la Constitution sud-africaine et la loi de 1994 sur la Commission des droits de l'homme pour surveiller, à la fois de manière proactive et par le biais de plaintes déposées devant elle, les violations des droits de l'homme et demander réparation pour ces violations. Elle a aussi un rôle pédagogique.
Dans son rapport sur les droits de l'Homme en 1998, Myles Nadioo note que le gouvernement sud-africain respecte généralement les droits des citoyens mais exprime des inquiétudes quant à l'usage de la force par les forces de l'ordre, les poursuites judiciaires et la discrimination.

## L'ère de l'apartheid
En Afrique du Sud, de 1948 à 1991, l'apartheid était un système de ségrégation raciale et de discrimination mis en place par la minorité blanche vis-à-vis de la majorité noire du pays. Ainsi, le Natives Land Act disposait que les Noirs, à l'exception de ceux qui vivaient dans la province du Cap, ne pouvaient acheter de terres en dehors des réserves foncières qui leur étaient attribuées.
Les années 70 et 80 ont été marquées par le développement de nombreuses organisations de défense des droits de l'homme en Afrique du Sud, en lien avec la société civile et des organisations non gouvernementales. De leurs côtés, les organisations politiques anti-apartheid comme l'ANC commençaient elle-même à travailler sur les questions constitutionnelles et de droits, certaines par pragmatisme opportuniste et d'autres par conviction. Après la fin de l'apartheid, de nombreuses lois sud-africaines furent ainsi adoptées en tenant compte de ce que la communauté internationale, des organisations de défense des droits de l'homme et la majorité noire pouvaient considérer comme nécessaires pour pallier les injustices sociales et juridiques liées à l'apartheid. Ce message anti-apartheid a été salué comme un modèle exemplaire d'une nation subsaharienne.

## Droits à l'éducation
Le gouvernement sud-africain a légiféré pour mettre en place un système éducatif égalitaire dans tout le pays. Cette législation comprend le Livre blanc sur l'éducation et la formation de 1995 ainsi que la loi n°84 sur les écoles sud-africaines de 1996.
Néanmoins, des problèmes ont persisté dans la mise en œuvre de ces lois, et selon un rapport de 2020 d'Amnesty International, le système éducatif de l'Afrique du Sud demeure l'un des plus inégalitaires au monde où les enfants des 200 meilleures écoles obtiennent plus de distinctions en mathématiques que les enfants des 6 600 écoles suivantes réunies,.
Le gouvernement sud-africain a tendance à se concentrer principalement sur la qualité de l'enseignement supérieur. De plus, il n'y a pas beaucoup d'intégration raciale dans les écoles publiques. Bien que les lois autorisent l'intégration, de nombreuses écoles restent majoritairement uniraciales. Le nombre d'élèves qui terminent la 12e année a cependant considérablement augmenté ces dernières années, passant de 3,7 millions de Sud-Africains âgés de 15 ans et plus en 1996 à 11,6 millions en 2016.

### Écoles rurales
La majeure partie de l'éducation en Afrique du Sud s'effectue dans les écoles situées en zone rurale (environ 79% des Sud-Africains noirs vivent dans des communautés rurales).
Cependant, le gouvernement a négligé la qualité de l'éducation dans ces zones rurales. Les problèmes liés à la scolarisation en milieu rural comprennent : des installations médiocres, le manque d'eau potable, le manque de ressources et des enseignants non motivés. Compte tenu de la médiocrité des installations, certaines écoles n'ont pas de structure stable et risquent de s'effondrer, certaines écoles étant même dépourvues d'électricité. La plupart des écoles de plus de 500 enfants manquent d'installations sanitaires adéquates pour les toilettes, tandis que certaines écoles n'ont pas de toilettes du tout. En outre, de nombreuses écoles rurales se trouvent dans des zones reculées sans accès direct à l'eau potable. L'eau est généralement à des kilomètres et impure parce que les animaux s'y baignent et s'y abreuvent. Ce manque d'eau est particulièrement problématique pendant la journée lorsque la température est la plus élevée. L'éloignement de ces écoles rurales est également un problème particulier car elles sont assez éloignées des domiciles des élèves. Et, de nombreuses écoles ne remédient pas à ce problème avec le transport. De plus, de nombreuses écoles manquent des livres et des fournitures nécessaires à l'apprentissage. En juin 2010, la Gazette du gouvernement a reconnu que ces environnements d'apprentissage défavorables augmentaient les taux d'absentéisme des enseignants et les taux d'abandon des élèves. Certains élèves n'ont pas assez à manger et ont faim pendant l'école. Cette faim provoque un manque de concentration et rend les environnements d'apprentissage moins favorables.

### Droits des enfants handicapés
Bien que l'Afrique du Sud ait ratifié la Convention relative aux droits des personnes handicapées en 2007, les enfants handicapés n'ont toujours pas un accès égal à l'éducation. Dans de nombreuses situations, une école publique est en mesure de déterminer quels élèves sont capables de s'inscrire et l'école peut simplement rejeter un enfant handicapé sans aucune conséquence. Lorsque l'élève est en mesure de s'inscrire dans une école publique, celle-ci peut ne pas disposer des ressources nécessaires pour enseigner efficacement aux enfants handicapés. En outre, les enfants handicapés scolarisés dans les écoles publiques sont contraints de payer des frais - par exemple pour un assistant - que les autres élèves ne sont pas tenus de payer. L'Afrique du Sud a des écoles qui accueillent des élèves handicapés, mais ces écoles sont en nombre limité et exigent le paiement de frais. Le nombre limité d'écoles oblige les enfants à monter à bord ou à utiliser des moyens de transport coûteux. En 2000, le Comité des droits de l'enfant des Nations unies s'est spécifiquement inquiété de l'absence de mise en œuvre de l'accord sud-africain garantissant la gratuité de l'enseignement primaire. L'Afrique du Sud lutte toujours pour fournir une éducation primaire gratuite pour tous. De plus, de nombreux étudiants handicapés ne peuvent pas accéder à une éducation de qualité car ils sont sur des listes d'attente pour les écoles qui accueillent des étudiants ayant des besoins spéciaux. Par exemple, en 2015, il y a environ 5 552 enfants handicapés sur des listes d'attente.

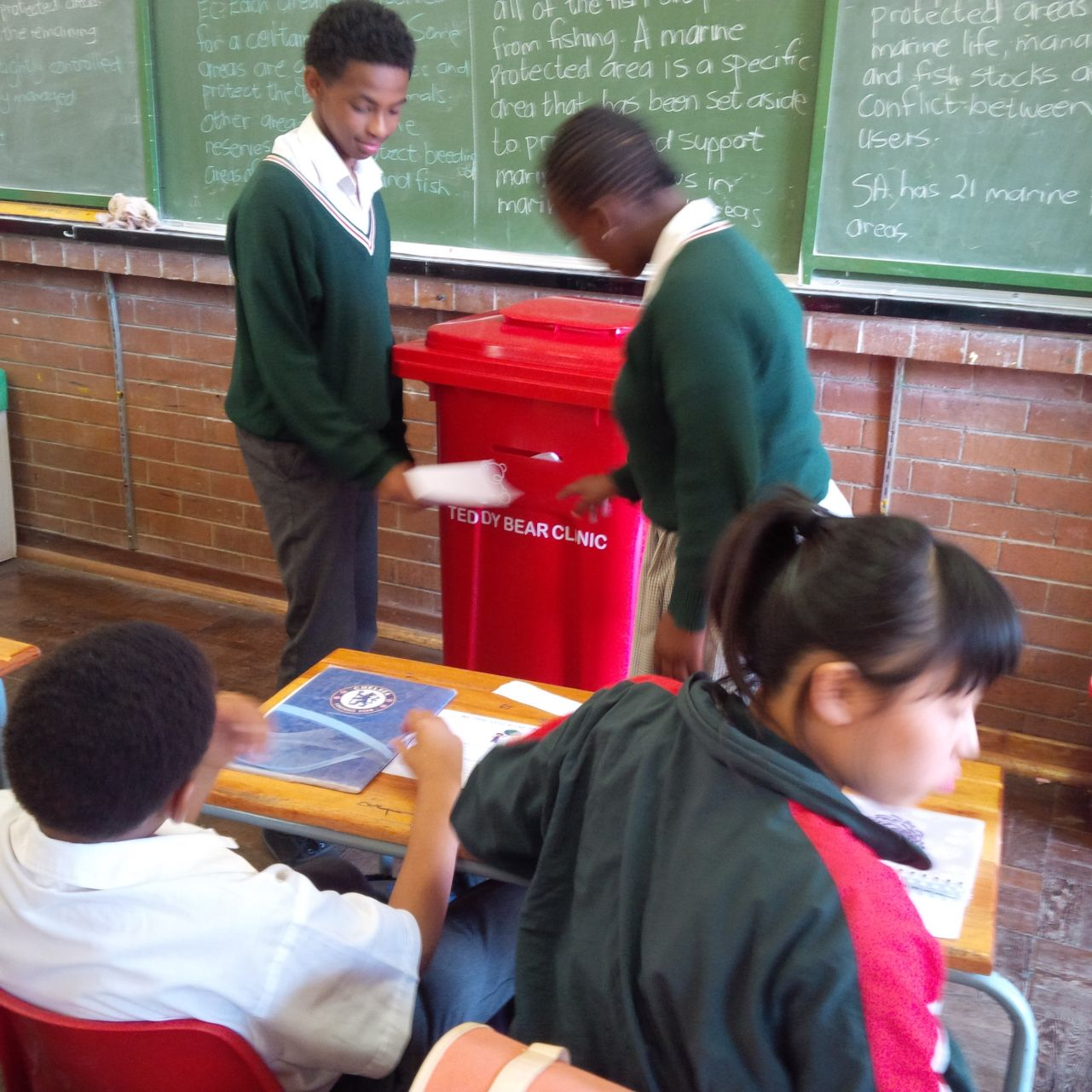
École primaire en Afrique du Sud

## Droits politiques
L'Afrique du Sud a une constitution libérale qui protège toutes les libertés politiques fondamentales.
Cependant, un certain nombre d'incidents de répression politique ainsi que des menaces de répression future en violation de cette constitution ont conduit certains analystes et organisations de la société civile à estimer qu'il existe ou pourrait exister un nouveau climat de répression politique, ou une baisse de la tolérance politique.
Le favoritisme politique est un aspect important de la politique sud-africaine. Cependant, ce clientélisme porte atteinte aux droits des personnes, en particulier celles qui vivent dans la pauvreté (40% des Sud-Africains dépendent de l'État pour fournir les produits de première nécessité). Cette dépendance vis-à-vis de l'État réduit l'autonomie des Sud-Africains qui ont besoin de cette assistance. Ces nécessités sont fournies sous forme de subventions, qui nécessitent l'obtention de documents gouvernementaux. Par conséquent, la bureaucratie joue un rôle majeur dans la capacité d'un individu à obtenir une subvention et donc à se procurer les nécessités. Les politiciens obtiennent des substituants sur la base de promesses matérielles. Si les politiciens tiennent ces promesses, les bénéficiaires sont souvent uniquement ceux qui ont soutenu les politiciens. Essentiellement, la dépendance des électeurs vis-à-vis de l'État les empêche de voter sur la base de plates-formes idéologiques. Ce phénomène n'est pas conforme aux principes démocratiques de l'Afrique du Sud.

## Protection
En 2021, environ 30 % des Sud-Africains (18 millions sur une population de 60 millions d'habitants) reçoivent des subventions gouvernementales. Ce nombre a fortement augmenté pendant la pandémie de coronavirus ; en octobre 2020, plus de 70 % des Sud-Africains vivent dans un ménage bénéficiant d'une aide gouvernementale.
Le "Livre blanc sur la protection sociale" de 1997 décrit la politique de protection sociale de l'Afrique du Sud. Ce Livre blanc vise à offrir aux Sud-Africains des possibilités d'autonomie accrue. Par exemple, il stipule la fourniture de projets de travaux publics; il souligne également l'importance des organisations sociales non étatiques dans la fourniture de l'aide sociale. Ces organisations comprennent des organisations non gouvernementales (ONG) et des organisations religieuses. En outre, le Livre blanc se concentre sur le fait que le gouvernement fournit une aide sociale spécifiquement aux familles. Mais ce livre contient relativement moins de dispositions pour les personnes âgées. Le gouvernement attend des familles qu'elles assument la responsabilité de s'occuper de leurs parents âgés, en partie à cause des valeurs culturelles. Le livre blanc traite également des allocations familiales et s'abstient de tout stéréotype concernant les rôles respectifs des hommes et des femmes au sein d'une famille. Par exemple, le Livre blanc ne fait pas spécifiquement référence à l'homme d'un ménage en tant que "soutien de famille" . Les disparités raciales dans les villes d'Afrique du Sud existent toujours, bien que le pays ait mis fin à l'apartheid depuis longtemps. De nombreux Sud-Africains noirs luttent encore pour satisfaire leurs besoins fondamentaux, tels que le logement, et vivent dans des townships mal entretenus, tandis que de nombreux Sud-Africains blancs vivent dans des communautés fermées où la sécurité privée est omniprésente. Le Sowetan Live a récemment rapporté que "...la ville a en effet contribué" à la construction de "4 000 logements sociaux dans 11 districts", alors que plus de 350 000 résidents ont encore besoin d'une aide immédiate au logement.

## Santé

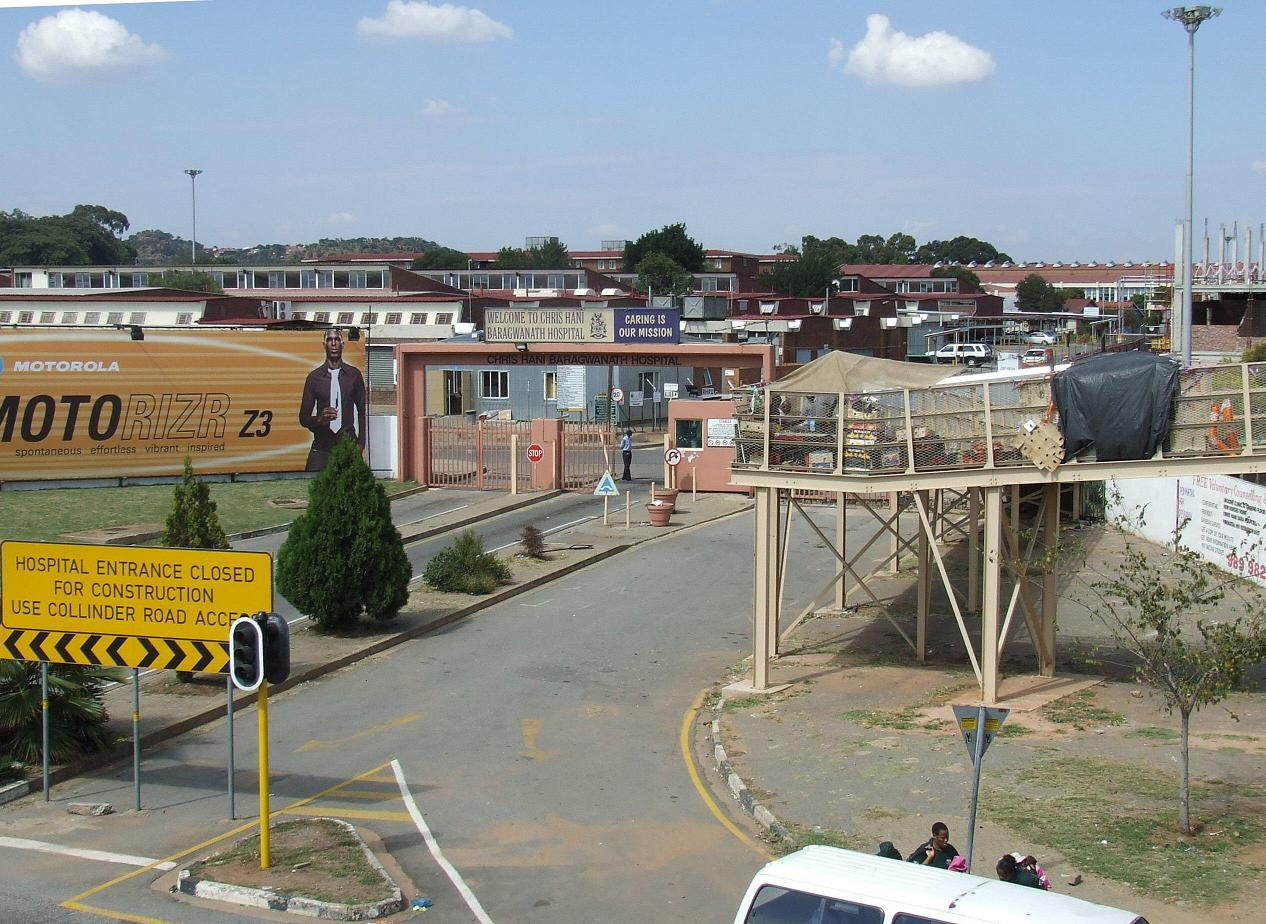
Hôpital Chris Hani Baragwanath, à Soweto

L'Afrique du Sud compte une pléthore de cas de maladies infectieuses. Le paludisme est la principale cause de décès en raison d'un manque de ressources pour traiter les patients. De plus, l'eau est sale avec des déchets humains et industriels qui contribuent à la propagation des maladies. De nombreux décès sont dus à la pauvreté plutôt qu'au manque de remèdes contre une maladie. La pauvreté est l'une des principales causes de décès, car les familles pauvres n'ont pas les moyens de s'offrir des services de santé adéquats et les hôpitaux ne peuvent pas acheter suffisamment de fournitures. En outre, les personnes vivant en Afrique du Sud qui sont des immigrés clandestins manquent de ressources pour les soins de santé non urgents. Par exemple, de nombreuses personnes vivant dans le Hillbrow Health Precinct ne sont pas en règle et disposent de faibles ressources en matière de santé. Plus précisément, certains bâtiments hospitaliers ont été construits avant la Seconde Guerre mondiale. De plus, la communauté Hillbrow a des taux élevés de maladies sexuellement transmissibles.

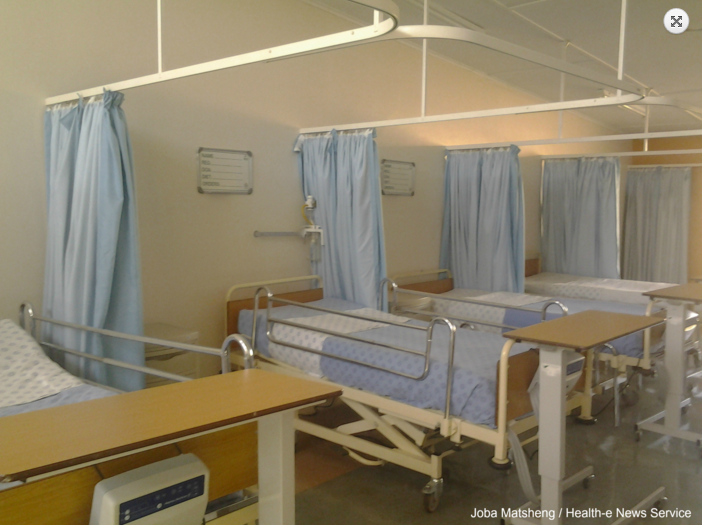
Hôpital East Rand. Il n'y a pas assez de lits pour les patients.

### VIH/SIDA
L'Afrique du Sud compte le plus grand nombre de personnes vivant avec le VIH/sida au monde, avec 7,5 millions de contaminés en 2021. Il est détecté pour la première fois en 1982. La maladie est d'abord détectée chez les homosexuels, mais elle se propage rapidement aux hétérosexuels. En raison de la propagation rapide, le gouvernement tente d'intervenir et d'aider. Cependant, l'Afrique du Sud est dans les dernières années de l'apartheid à l'époque où le VIH/SIDA devient une épidémie. Ainsi, le gouvernement sud-africain a beaucoup de mal à atténuer l'effet de l'épidémie. Par exemple, en raison de la déségrégation des écoles et de la controverse qui l'entoure, le gouvernement ne s'est pas concentré sur la fourniture d'une éducation sexuelle de qualité spécifiquement axée sur le VIH/SIDA. De plus, les gouvernements locaux et fédéraux ont des désaccords sur l'allocation des fonds pour la prévention du VIH/SIDA, provoquant ainsi une inefficacité et une impasse. En outre, une partie des fonds alloués à la prévention du VIH/SIDA est détournée. Par exemple, une comédie musicale appelée Sarafina II est projetée pour accroître la sensibilisation au SIDA et à la prévention du SIDA , ; cependant, la pièce n'est pas claire et n'aide pas de manière significative à l'éducation sexuelle. Une grande partie du traitement et des progrès du VIH/SIDA est financée par des organisations à but non lucratif telles que l'Organisation mondiale de la santé (OMS) et l'ONUSIDA.

#### Causes possibles
Il existe plusieurs théories sur les causes de l'épidémie de VIH/SIDA en Afrique du Sud. Certains théorisent que les travailleurs migrants sont une source de prolifération de la maladie. Les travailleurs migrants ne voient généralement pas leurs femmes et leurs familles pendant des mois, ils ont donc des rapports sexuels extraconjugaux dans les villes. Puis, plus tard pendant les vacances, les maris rentrent chez eux et infectent sans le savoir leurs femmes avec la maladie. Une autre théorie est que la culture rend l'Afrique du Sud plus vulnérable à l'épidémie. Par exemple, la circoncision masculine à la naissance réduit le risque que l'enfant contracte le VIH/SIDA. Cependant, de nombreux Sud-Africains ne pratiquent pas cette procédure car il n'est pas traditionnel de pratiquer la circoncision à la naissance.
De plus, un manque de soins de santé de qualité peut exacerber l'épidémie. Il existe une grande disparité entre les soins de santé publics et privés. Dans l'ensemble, les hôpitaux publics dispensent de moins bons soins que les hôpitaux privés. Les hôpitaux publics sont généralement surpeuplés et manquent de personnel. En fait, 82 % des Sud-Africains sont pris en charge par 27 % des médecins généralistes sud-africains. La différence entre ces pourcentages est causée par le passage des médecins généralistes au secteur privé de la santé et par la fuite des cerveaux. Cette fuite des cerveaux se produit lorsque les professionnels émigrent de leur pays d'origine pour travailler ailleurs. De plus, la disparité est causée par le fait que les hôpitaux privés disposent de plus de ressources et de fonds que les hôpitaux publics en raison des frais plus élevés dans les hôpitaux privés.

## Expulsion des étrangers
Le gouvernement sud-africain est critiqué par Human Rights Watch pour avoir expulsé des centaines de milliers de réfugiés zimbabwéens et traité les victimes de la violence politique comme des migrants économiques. En renvoyant les réfugiés vers la persécution, Human Rights Watch affirme que l'Afrique du Sud viole la convention sur les réfugiés et le droit international.
Le 17 septembre 2020, Human Rights Watch publie un rapport de 64 pages détaillant la violence xénophobe généralisée en Afrique du Sud. Le rapport contient également des séquences vidéo et des témoignages. Malgré l'adoption en mars 2019 d'un plan d'action gouvernemental de lutte contre la xénophobie, les étrangers africains et asiatiques dans le pays sont régulièrement harcelés et maltraités.

## Droits sexuels et LGBT

### Sexisme
L'Afrique du Sud a quelques problèmes concernant l'inégalité entre les sexes dans les affaires judiciaires. Un exemple frappant est celui du procès pour viol de Jacob Zuma en 2006. Khwezi, une militante du sida, traduit Zuma en justice pour l'avoir violée. Pour sa défense, Zuma affirme qu'il peut "avoir des liaisons avec des femmes" assez facilement, il affirme donc qu'il n'a pas violé Khwezi. Zuma utilise également la culture zouloue comme support pour sa défense . Certains des partisans de Zuma se sont rassemblés à l'extérieur du palais de justice et ont brûlé des photographies de Khewzi et crié des phrases comme "Burn the Bitch". Ces actions ont poussé les activistes du genre à protester contre le sexisme et à s'inquiéter du fait que le juge a autorisé le tribunal à admettre des preuves concernant l'histoire sexuelle de Khwezi, mais n'a pas admis de preuves concernant l'histoire sexuelle de Zuma. De nombreuses personnes ont estimé que Zuma allait à l'encontre de la démocratie libérale sud-africaine moderne parce qu'il représentait le patriarcat à un niveau relativement extrême.

### Viol
En 2018/19, la police sud-africaine enregistre 41 583 viols, bien que les experts aient averti qu'il est difficile d'évaluer combien de cas supplémentaires n'ont pas été signalés,. Une enquête de 2009 révèle qu'un homme sud-africain sur quatre a admis avoir violé quelqu'un et une autre enquête a révélé qu'une femme sur trois sur 4000 femmes interrogées a déclaré avoir été violée au cours de l'année écoulée.
Les viols sont également perpétrés par des enfants (certains dès l'âge de dix ans). Les cas de viol d'enfants et de bébés sont parmi les plus élevés au monde. Un certain nombre de viols de bébés très médiatisés, qui ont donné lieu à d'importantes opérations de chirurgie réparatrice pour reconstruire les systèmes urinaire, génital, abdominal ou trachéal, ont été signalés.

### Mariage de même sexe
Le Civil Union Act 17 de 2006 (en) légalise le mariage homosexuel en Afrique du Sud. Il s'agit d'une réponse directe à l'affaire Ministère de l'Intérieur v. Fourie, dans laquelle la Cour constitutionnelle déclare inconstitutionnelle l'absence de reconnaissance juridique des relations homosexuelles et donne au Parlement un an pour remédier à la situation.
La constitution post-apartheid de l'Afrique du Sud est la première au monde à interdire la discrimination fondée sur l'orientation sexuelle. L'Afrique du Sud est le premier pays d'Afrique et le cinquième au monde à légaliser le mariage homosexuel.

### Droits intersexués
Les personnes intersexuées en Afrique du Sud ont certains des mêmes droits que les autres personnes, mais avec des lacunes importantes en matière de protection contre les interventions médicales esthétiques non consensuelles et de protection contre la discrimination. Le pays est le premier à inclure explicitement les personnes intersexuées dans la loi anti-discrimination.

## Droits du travail

### Juridique
L'Afrique du Sud a une réglementation du travail implicite et explicite. Ses réglementations implicites du travail sont énoncées dans la Constitution et fixent les limites des réglementations explicites. Des réglementations explicites sont fixées par les employeurs et sont spécifiques à chaque emploi. D'autre part, les réglementations implicites sont la loi 66 sur les relations de travail de 1995, la loi 75 sur les conditions d'emploi de base de 1997, la nouvelle loi sur l'équité en matière d'emploi 55 de 1998 et la loi sur le développement des compétences 97 de 1998, chacune avec des modifications ultérieures. La loi sur les relations de travail 66 permet aux travailleurs de créer des syndicats et de négocier collectivement. Au fil des ans, le nombre de syndicats en Afrique du Sud (en) a diminué. En outre, il y a moins de syndicats associés à une fédération et plus de syndicats indépendants en Afrique du Sud aujourd'hui. La loi 75 sur les conditions de base de l'emploi contient des réglementations concernant les heures de travail, les congés et les licenciements. La nouvelle Loi 55 sur l'équité en matière d'emploi est créée pour réduire la discrimination ; elle fournit également des paramètres pour l'action positive. La loi 97 sur le développement des compétences favorise la productivité et la compétitivité des travailleurs sur le marché.

### Les syndicats
L'Afrique du Sud a des problèmes liés au travail. Un aspect est la formation de syndicats. En fait, 22 % des travailleurs sud-africains sont syndiqués. En 2012 a lieu le massacre de Marikana, qui consiste en le meurtre de 44 mineurs d'une mine de platine qui étaient en grève pour gagner des salaires plus élevés ;  78 personnes sont blessées et 259 sont arrêtées. L'une des raisons de cette brutalité est que la grève n'était pas protégée.
De plus, des ouvriers agricoles mal payés sont en grève. Un exemple est la grève des travailleurs de Western Cape Farm au cours de laquelle les travailleurs sont principalement des femmes. La grève a fait 3 morts, mais les travailleurs obtiennent une augmentation de salaire de 52 %. Cette grève était également non protégée. Il y a une autre grève des mines de platine en 2014, mais elle diffère de celle de 2012 car elle est protégée. La protection empêche la brutalité policière . En fait, cette grève a duré cinq mois. Par conséquent, la production mondiale de platine a diminué de 40 % en raison du manque de main-d'œuvre. Les salaires des travailleurs ont augmenté en conséquence, mais les travailleurs ont également subi des pertes en raison de la politique "pas de travail, pas de salaire" en Afrique du Sud. Les travailleurs qui font grève sont généralement fortement motivés, même avec des grèves protégées, car il y a beaucoup de risques de perte.

### Relations avec l'étranger
Le taux de syndicalisation en Afrique du Sud est l'un des plus élevés au monde. Par ailleurs, le risque de conflit syndical est dissuasif pour les entreprises étrangères. L'Afrique du Sud est réceptive aux entreprises étrangères car elles créent des emplois. Le taux de chômage en Afrique du Sud est d'environ 30 %. Le gouvernement encourage les partenariats entre les entreprises étrangères et les entreprises nationales défavorisées en accordant des avantages aux entreprises étrangères. En outre, le gouvernement sud-africain exige que les entreprises ayant des contrats avec le gouvernement fassent des dons à des programmes sociaux. Par ailleurs, l'Afrique du Sud compte un grand nombre de travailleurs migrants originaires des zones rurales de toute l'Afrique, ce qui permet aux entreprises étrangères de disposer d'une main-d'œuvre abondante.

## Situation historique
Le tableau suivant montre les notes de l'Afrique du Sud depuis 1972 dans les rapports de Freedom in the World, publiés chaque année par Freedom House. Une note de 1 correspond à « libre » ; 7 à « non libre ».
| \| Année \| Droits politiques \| Libertés civiles \| Statut \| Chef du Gouvernement[45] \| \| 1972 \| 5 \| 6 \| Non libre \| Balthazar Johannes Vorster \| \| 1973 \| 4 \| 5 \| Partiellement libre \| Balthazar Johannes Vorster \| \| 1974 \| 4 \| 5 \| Partiellement libre \| Balthazar Johannes Vorster \| \| 1975 \| 4 \| 5 \| Partiellement libre \| Balthazar Johannes Vorster \| \| 1976 \| 4 \| 5 \| Partiellement libre \| Balthazar Johannes Vorster \| \| 1977 \| 5 \| 6 \| Non libre \| Balthazar Johannes Vorster \| \| 1978 \| 5 \| 6 \| Non libre \| Balthazar Johannes Vorster \| \| 1979 \| 5 \| 6 \| Non libre \| Pieter Willem Botha \| \| 1980 \| 5 \| 6 \| Non libre \| Pieter Willem Botha \| \| 1981 \| 5 \| 6 \| Non libre \| Pieter Willem Botha \| \| 1982[46] \| 5 \| 6 \| Non libre \| Pieter Willem Botha \| \| 1983 \| 5 \| 6 \| Non libre \| Pieter Willem Botha \| \| 1984 \| 5 \| 6 \| Non libre \| Pieter Willem Botha \| \| 1985 \| 5 \| 6 \| Non libre \| Pieter Willem Botha \| \| 1986 \| 5 \| 6 \| Non libre \| Pieter Willem Botha \| \| 1987 \| 5 \| 6 \| Non libre \| Pieter Willem Botha \| \| 1988 \| 5 \| 6 \| Non libre \| Pieter Willem Botha \| \| 1989 \| 6 \| 5 \| Non libre \| Pieter Willem Botha \| \| 1990 \| 5 \| 4 \| Partiellement libre \| Frederik Willem de Klerk \| \| 1991 \| 5 \| 4 \| Partiellement libre \| Frederik Willem de Klerk \| \| 1992 \| 5 \| 4 \| Partiellement libre \| Frederik Willem de Klerk \| \| 1993 \| 5 \| 4 \| Partiellement libre \| Frederik Willem de Klerk \| \| 1994 \| 2 \| 3 \| Libre \| Frederik Willem de Klerk \| \| 1995 \| 1 \| 2 \| Libre \| Nelson Mandela \| \| 1996 \| 1 \| 2 \| Libre \| Nelson Mandela \| \| 1997 \| 1 \| 2 \| Libre \| Nelson Mandela \| \| 1998 \| 1 \| 2 \| Libre \| Nelson Mandela \| \| 1999 \| 1 \| 2 \| Libre \| Nelson Mandela \| \| 2000 \| 1 \| 2 \| Libre \| Thabo Mvuyelwa Mbeki \| \| 2001 \| 1 \| 2 \| Libre \| Thabo Mvuyelwa Mbeki \| \| 2002 \| 1 \| 2 \| Libre \| Thabo Mvuyelwa Mbeki \| \| 2003 \| 1 \| 2 \| Libre \| Thabo Mvuyelwa Mbeki \| \| 2004 \| 1 \| 2 \| Libre \| Thabo Mvuyelwa Mbeki \| \| 2005 \| 1 \| 2 \| Libre \| Thabo Mvuyelwa Mbeki \| \| 2006 \| 2 \| 2 \| Libre \| Thabo Mvuyelwa Mbeki \| \| 2007 \| 2 \| 2 \| Libre \| Thabo Mvuyelwa Mbeki \| \| 2008 \| 2 \| 2 \| Libre \| Thabo Mvuyelwa Mbeki \| \| 2009 \| 2 \| 2 \| Libre \| Kgalema Petrus Motlanthe \| \| 2010 \| 2 \| 2 \| Libre \| Jacob Gedleyihlekisa Zuma \| \| 2011 \| 2 \| 2 \| Libre \| Jacob Gedleyihlekisa Zuma \| \| 2012 \| 2 \| 2 \| Libre \| Jacob Gedleyihlekisa Zuma \| \| 2013 \| 2 \| 2 \| Libre \| Jacob Gedleyihlekisa Zuma \| \| 2014 \| 2 \| 2 \| Libre \| Jacob Gedleyihlekisa Zuma \| \| 2015 \| 2 \| 2 \| Libre \| Jacob Gedleyihlekisa Zuma \| \| 2016 \| 2 \| 2 \| Libre \| Jacob Gedleyihlekisa Zuma \| \| 2017 \| 2 \| 2 \| Libre \| Jacob Gedleyihlekisa Zuma \| \| 2018 \| 2 \| 2 \| Libre \| Jacob Gedleyihlekisa Zuma \| |                   |                  |                     |                            |
| Année | Droits politiques | Libertés civiles | Statut              | Chef du Gouvernement       |
| 1972 | 5                 | 6                | Non libre           | Balthazar Johannes Vorster |
| 1973 | 4                 | 5                | Partiellement libre | Balthazar Johannes Vorster |
| 1974 | 4                 | 5                | Partiellement libre | Balthazar Johannes Vorster |
| 1975 | 4                 | 5                | Partiellement libre | Balthazar Johannes Vorster |
| 1976 | 4                 | 5                | Partiellement libre | Balthazar Johannes Vorster |
| 1977 | 5                 | 6                | Non libre           | Balthazar Johannes Vorster |
| 1978 | 5                 | 6                | Non libre           | Balthazar Johannes Vorster |
| 1979 | 5                 | 6                | Non libre           | Pieter Willem Botha        |
| 1980 | 5                 | 6                | Non libre           | Pieter Willem Botha        |
| 1981 | 5                 | 6                | Non libre           | Pieter Willem Botha        |
| 1982 | 5                 | 6                | Non libre           | Pieter Willem Botha        |
| 1983 | 5                 | 6                | Non libre           | Pieter Willem Botha        |
| 1984 | 5                 | 6                | Non libre           | Pieter Willem Botha        |
| 1985 | 5                 | 6                | Non libre           | Pieter Willem Botha        |
| 1986 | 5                 | 6                | Non libre           | Pieter Willem Botha        |
| 1987 | 5                 | 6                | Non libre           | Pieter Willem Botha        |
| 1988 | 5                 | 6                | Non libre           | Pieter Willem Botha        |
| 1989 | 6                 | 5                | Non libre           | Pieter Willem Botha        |
| 1990 | 5                 | 4                | Partiellement libre | Frederik Willem de Klerk   |
| 1991 | 5                 | 4                | Partiellement libre | Frederik Willem de Klerk   |
| 1992 | 5                 | 4                | Partiellement libre | Frederik Willem de Klerk   |
| 1993 | 5                 | 4                | Partiellement libre | Frederik Willem de Klerk   |
| 1994 | 2                 | 3                | Libre               | Frederik Willem de Klerk   |
| 1995 | 1                 | 2                | Libre               | Nelson Mandela             |
| 1996 | 1                 | 2                | Libre               | Nelson Mandela             |
| 1997 | 1                 | 2                | Libre               | Nelson Mandela             |
| 1998 | 1                 | 2                | Libre               | Nelson Mandela             |
| 1999 | 1                 | 2                | Libre               | Nelson Mandela             |
| 2000 | 1                 | 2                | Libre               | Thabo Mvuyelwa Mbeki       |
| 2001 | 1                 | 2                | Libre               | Thabo Mvuyelwa Mbeki       |
| 2002 | 1                 | 2                | Libre               | Thabo Mvuyelwa Mbeki       |
| 2003 | 1                 | 2                | Libre               | Thabo Mvuyelwa Mbeki       |
| 2004 | 1                 | 2                | Libre               | Thabo Mvuyelwa Mbeki       |
| 2005 | 1                 | 2                | Libre               | Thabo Mvuyelwa Mbeki       |
| 2006 | 2                 | 2                | Libre               | Thabo Mvuyelwa Mbeki       |
| 2007 | 2                 | 2                | Libre               | Thabo Mvuyelwa Mbeki       |
| 2008 | 2                 | 2                | Libre               | Thabo Mvuyelwa Mbeki       |
| 2009 | 2                 | 2                | Libre               | Kgalema Petrus Motlanthe   |
| 2010 | 2                 | 2                | Libre               | Jacob Gedleyihlekisa Zuma  |
| 2011 | 2                 | 2                | Libre               | Jacob Gedleyihlekisa Zuma  |
| 2012 | 2                 | 2                | Libre               | Jacob Gedleyihlekisa Zuma  |
| 2013 | 2                 | 2                | Libre               | Jacob Gedleyihlekisa Zuma  |
| 2014 | 2                 | 2                | Libre               | Jacob Gedleyihlekisa Zuma  |
| 2015 | 2                 | 2                | Libre               | Jacob Gedleyihlekisa Zuma  |
| 2016 | 2                 | 2                | Libre               | Jacob Gedleyihlekisa Zuma  |
| 2017 | 2                 | 2                | Libre               | Jacob Gedleyihlekisa Zuma  |
| 2018 | 2                 | 2                | Libre               | Jacob Gedleyihlekisa Zuma  |

## Traités internationaux
Les positions de l'Afrique du Sud sur les traités internationaux relatifs aux droits de l'homme sont les suivantes :
| Traité | Organisation  | Introduit | Signé | Ratifié |
| Convention pour la prévention et la répression du crime de génocide                                                                          | Nations unies | 1948      | -     | 1998    |
| Convention internationale sur l'élimination de toutes les formes de discrimination raciale                                                   | Nations unies | 1966      | -     | 1998    |
| Pacte international relatif aux droits économiques, sociaux et culturels                                                                     | Nations unies | 1966      | 1994  | -       |
| Pacte international relatif aux droits civils et politiques                                                                                  | Nations unies | 1966      | 1994  | 1998    |
| Premier protocole facultatif au Pacte international relatif aux droits civils et politiques                                                  | Nations unies | 1966      | -     | 2002    |
| Convention sur l'imprescriptibilité des crimes de guerre et des crimes contre l'humanité                                                     | Nations unies | 1968      | -     | -       |
| Convention sur l'apartheid | Nations unies | 1973      | -     | -       |
| Convention sur l'élimination de toutes les formes de discrimination à l'égard des femmes                                                     | Nations unies | 1979      | 1993  | 1995    |
| Convention contre la torture et autres peines ou traitements cruels, inhumains ou dégradants                                                 | Nations unies | 1984      | 1993  | 1998    |
| Convention relative aux droits de l'enfant                                                                                                   | Nations unies | 1989      | 1993  | 1995    |
| Deuxième protocole facultatif se rapportant au Pacte international relatif aux droits civils et politiques, visant à abolir la peine de mort | Nations unies | 1989      | -     | 2002    |
| Convention internationale sur la protection des droits de tous les travailleurs migrants et des membres de leur famille                      | Nations unies | 1990      | -     | -       |
| Protocole facultatif à la Convention sur l'élimination de toutes les formes de discrimination à l'égard des femmes                           | Nations unies | 1999      | -     | 2005    |
| Protocole facultatif à la Convention relative aux droits de l'enfant concernant l'implication d'enfants dans les conflits armés              | Nations unies | 2000      | 2002  | 2009    |
| Protocole facultatif sur la vente d'enfants, la prostitution des enfants et la pornographie mettant en scène des enfants                     | Nations unies | 2000      | -     | 2003    |
| Convention relative aux droits des personnes handicapées                                                                                     | Nations unies | 2006      | 2007  | 2007    |
| Protocole facultatif à la Convention relative aux droits des personnes handicapées                                                           | Nations unies | 2006      | 2007  | 2007    |
| Convention internationale pour la protection de toutes les personnes contre les disparitions forcées                                         | Nations unies | 2006      | -     | -       |
| Protocole facultatif au Pacte international relatif aux droits économiques, sociaux et culturels                                             | Nations unies | 2008      | -     | -       |
| Protocole facultatif à la Convention relative aux droits de l'enfant sur une procédure de communication                                      | Nations unies | 2011      | -     | -       |